# Vakulove
Vakulove (en ucraniano: Вакулове) es un pueblo ucraniano perteneciente al óblast de Dnipropetrovsk. Situado en el centro del país, es parte del raión de Krivói Rog y del municipio (hromada) de Vakulove.

## Toponimia
El nombre del lugar en ruso es Vakulovo (en ruso: Вакулово). Hasta 1931 el lugar se conocía como Chemerinsk (en ucraniano: Чемеринськ, romanizado: Chemerynsk) en honor al revolucionario bielorruso V.S. Chemerinski, fallecido durante la guerra civil rusa; Stalindorf (en ucraniano: Сталіндорф) entre 1934 y 1944; en 1944-1961, el nombre oficial fue Stalinske (en ucraniano: Сталінське). Desde 1961, el nombre oficial del lugar fue Zhovtneve (en ucraniano: Жовтневе), en honor a la Revolución de Octubre, cambiado con las leyes de descomunización de Ucrania.  

## Geografía
Vakulove se encuentra a 1,5 km de la margen izquierda del río Zhovtenka, 20 km al sur de Sofivka.  

## Historia
El moderno pueblo de Vakulove fue fundado a finales de 1924 por inmigrantes de Vínnitsa, Vítebsk, Zhitómir y Jmelnitski. El reasentamiento continuó en 1925 y 1926 y parcialmente en los años siguientes. En 1931-1941, la aldea fue el centro del raión judío de Stalindorf.
En la Segunda Guerra Mundial, durante la ocupación alemana, el pueblo se llamó Friesendorf.En 1941-1943, los judíos de Stalindorf y de toda la zona, que no tuvieron tiempo de evacuar, fueron exterminados por los alemanes. Según el acta de la comisión regional para la investigación de las atrocidades nazis del 16 de julio de 1944, redactada para la Comisión Estatal Extraordinaria, 3.911 judíos fueron fusilados en la región de Stalindorf durante la ocupación  
Después de la liberación y el cambio de nombre de la aldea, se convirtió en el centro del raión de Stalinske que duró hasta que en 1961 se trasladara a Sofivka.   
En el curso de la descomunización de Ucrania, el lugar fue rebautizado como Vakulove el 19 de mayo de 2016.

## Demografía
La evolución de la población de Vakulove entre 2001 y 2011 fue la siguiente:
| 1338                                                          | 995 |
| (Fuente: Cities & Towns of Ukraine y UKRAINE: Größere Städte) |     |

La proporción de judíos en el censo de 1939 fue del 47,7% (748 personas). 

## Infraestructura

### Transporte
La carretera T-0419 pasa por el pueblo de Vakulove. 